# Дмитриево (Гусь-Хрустальный район)
Дмитриево — деревня в Гусь-Хрустальном районе Владимирской области России, входит в состав Григорьевского сельского поселения.

## География
Деревня расположена в 2 км на северо-запад от центра поселения села Григорьева и в 24 км на юго-восток от Гусь-Хрустального.

## История
В 1859 году в деревне Дмитриево Заколпского прихода числилось 49 дворов.
В конце XIX — начале XX века деревня входила в состав Заколпской волости Меленковского уезда.
С 1929 года деревня в составе Григорьевского сельсовета Гусь-Хрустального района.

## Население
| 1859 | 1897 | 1926 |
| ---- | ---- | ---- |
| 312  | 551  | 765  |

| 1859 | 1897 | 1905 | 1926 | 2002 | 2010 | 2021 |
| ---- | ---- | ---- | ---- | ---- | ---- | ---- |
| 312  | ↗551 | ↘530 | ↗765 | ↘542 | ↘186 | ↗199 |

## Инфраструктура
В деревне находятся Григорьевский фельдшерско-акушерский пункт и Дмитриевская библиотека